# 염덕준
염덕준(廉德俊)은 근세 조선 때의 판소리 명창이자 창극의 명인이다. 전라북도 전주(혹은 충청남도 공주) 출신이다. 장자백에게 판소리를 사사받고 판소리 명창으로 이름을 떨치다가 원각사 시절 김창환·송만갑과 함께 춘향전·심청전을 창극화하는 데 공이 컸다.